# Ezechiel Zivier
Ezechiel Zivier (* 22. September 1868 in Wielun, Russisch-Polen; † 22. August 1925 in Breslau) war ein polnisch-deutscher Historiker, Archivdirektor und Publizist.

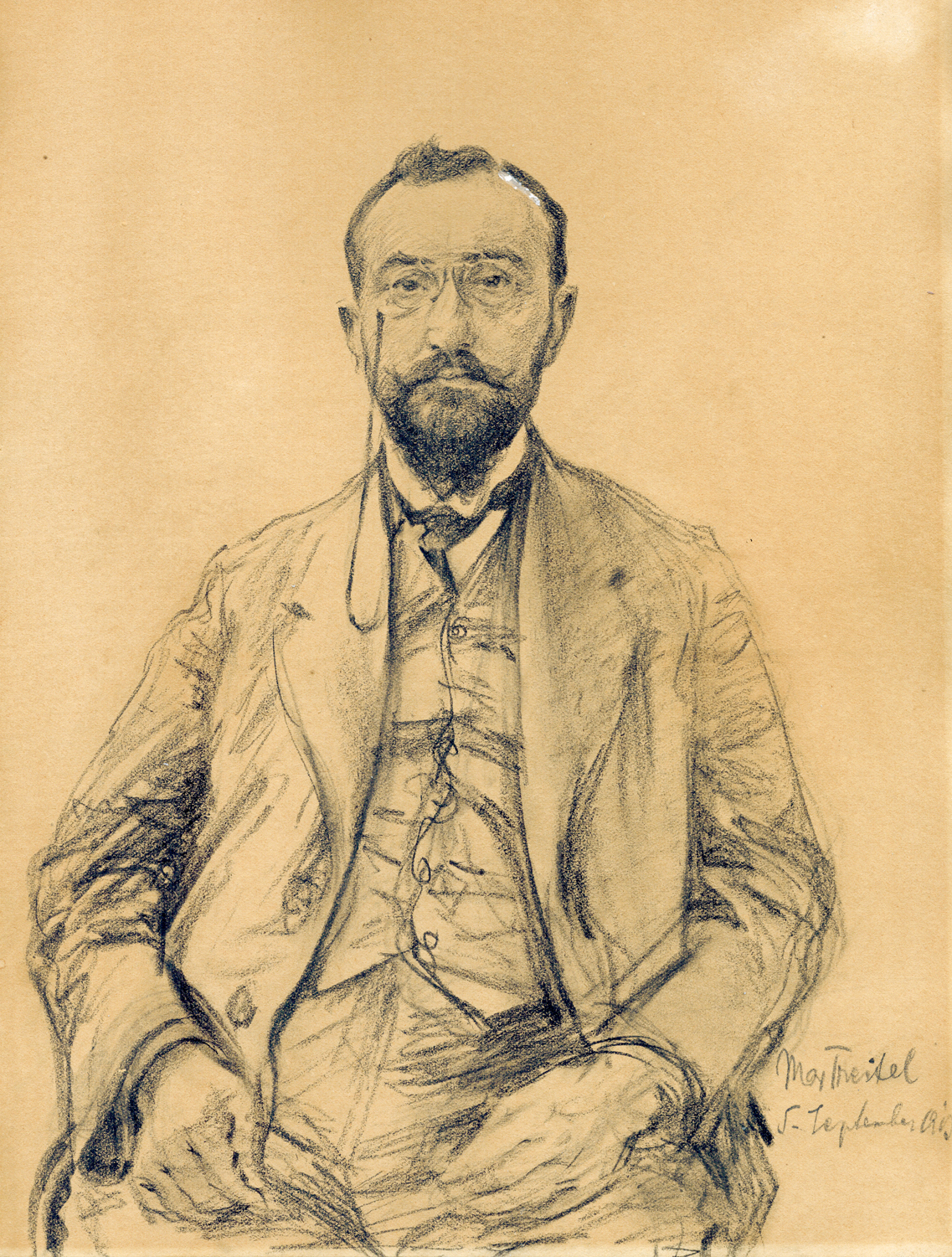
Ezechiel Zivier, Porträtzeichnung von Max Treitel vom 5. September 1910

## Leben
Zivier hatte zunächst jüdisch-theologische Studien betrieben, dann Geschichte, Slawistik und Orientalistik studiert und wurde zum Dr. phil. promoviert. Aufgrund seiner Kenntnisse der slawischen Sprachen  wurde er Archivar im  Dienst des Fürsten von Pleß. Er gestaltete das Archiv des Fürstentums in ein modernes Institut um. Nachdem er bereits mehrere Arbeiten zur Geschichte  des  schlesischen Bergbau-Rechts und des Fürstentums Pleß veröffentlicht hatte, wurde er nach dem Tod des Historikers Jakob Caro 1904  vom Verlag Perthes in Gotha mit der Fortführung der von Richard Roepell im Jahr 1840 begonnenen und von Caro seit 1863 fortgesetzten Geschichte Polens betraut. Unmittelbar an dieses  Standardwerk von Roepell und Caro anknüpfend, ergänzte er die Geschichtsschreibung Polens um einen wichtigen Band, in dem die Zeit  bis zum Aussterben der Manneslinie der Jagellonen abgehandelt wird.
In der Zeitschrift Im deutschen Reich hat Zivier in einer Reihe von Aufsätzen zur jüdischen Frage Stellung genommen. 1902 gründete Zivier die  Zeitschrift Oberschlesien, deren erste fünf Jahrgänge er redigierte. Er gilt als Initiator des 1906 eröffneten Gesamtarchivs der deutschen Juden in Berlin. Zivier hat sich u. a. auch mit der Geschichte des schlesischen Bergbaus befasst.
Zivier war der Vater des Journalisten und Schriftstellers Georg Zivier (Pseudonym Hans Gregor).

## Werke (Auswahl)
- Studien über den Kodex Suprasliensis. Zwei Bände, 1892/1899.
- Zur Theorie des Bergregals in Schlesien, 1897.
- Geschichte des Bergregals in  Schlesien bis zur Besitzergreifung des Landes durch Preußen, 1898.
- Rechtsverhältnisse der ‚Freien Standesherrschaft‘ Fürstentum Pleß, 1898.
- Akten und Urkunden zur Geschichte des schlesischen Bergwesens, 1900 (Nachdruck 2010 durch US-amerikanischen ‚Print-on-Demand‘-Verlag, ISBN 1-141-97515-7).
- Eine archivalische Informationsreise. In: Monatsschrift für Geschichte und Wissenschaft des Judentums. Band 49, NF 18,  1905, S. 209–254.
- Geschichte des Fürstentums Pleß. Band I: Entstehung der Standesherrschaft Pleß, 1906.
- Die Juden Oberschlesiens – Im Anschluss an das Gesamtarchiv der deutschen Juden, 1907 (Nachdruck 2010 durch US-amerikanischen ‚Print-on-Demand‘-Verlag, ISBN 1-161-10462-3).
- Fürstenstein 1509-1909, 1909.
- Entwicklung des Steinkohlebergbaus im Fürstentum Pleß, 1914.
- Neuere Geschichte Polens, Band I: Die beiden letzten Jagellonen (1506-1572). Perthes, Gotha 1915 (Nachdruck 2010 durch US-amerikanischen ‚Print-on-Demand‘-Verlag, ISBN 1-160-20334-2).
- Zur Rassen- und Ostjudenfrage, 1916 (umgearbeitete und ergänzte Ausgabe 1923).
- Polen (= Perthes’ Kleine Völker- und Länderkunde zum Gebrauch im praktischen Leben, 4. Band). Perthes, Gotha 1917.
- Slawistik und Geschichte Polens (Lehrbuch).